# Mazda Navajo
O Mazda Navajo é um utilitário-esportivo de médio porte disponível apenas com duas portas, fabricado nos Estados Unidos de 1991 a 1994, sendo derivado da versão de duas portas do Ford Explorer 91-94.